# کمیته بین‌المللی همکاری اندیشمندانه
کمیته بین‌المللی همکاری اندیشمندانه (انگلیسی: International Committee on Intellectual Cooperation) یکی از سازمان‌های مشاور جامعه ملل بود که به‌منظور افزایش ارتباط‌های بین دانشمندان، محققان، معلمان، هنرمندان، و روشنفکران جهان تأسیس شده بود. در میان اعضای آن نام افرادی چون آنری برگسون، آلبرت اینشتین، ماری کوری، و رابرت میلیکان به چشم می‌خورد. این کمیته سلف یونسکو بود و همهٔ دارایی‌ها و مدارک آن با انحلالش پس از جنگ جهانی دوم به یونسکو انتقال یافت.

## نگارخانه

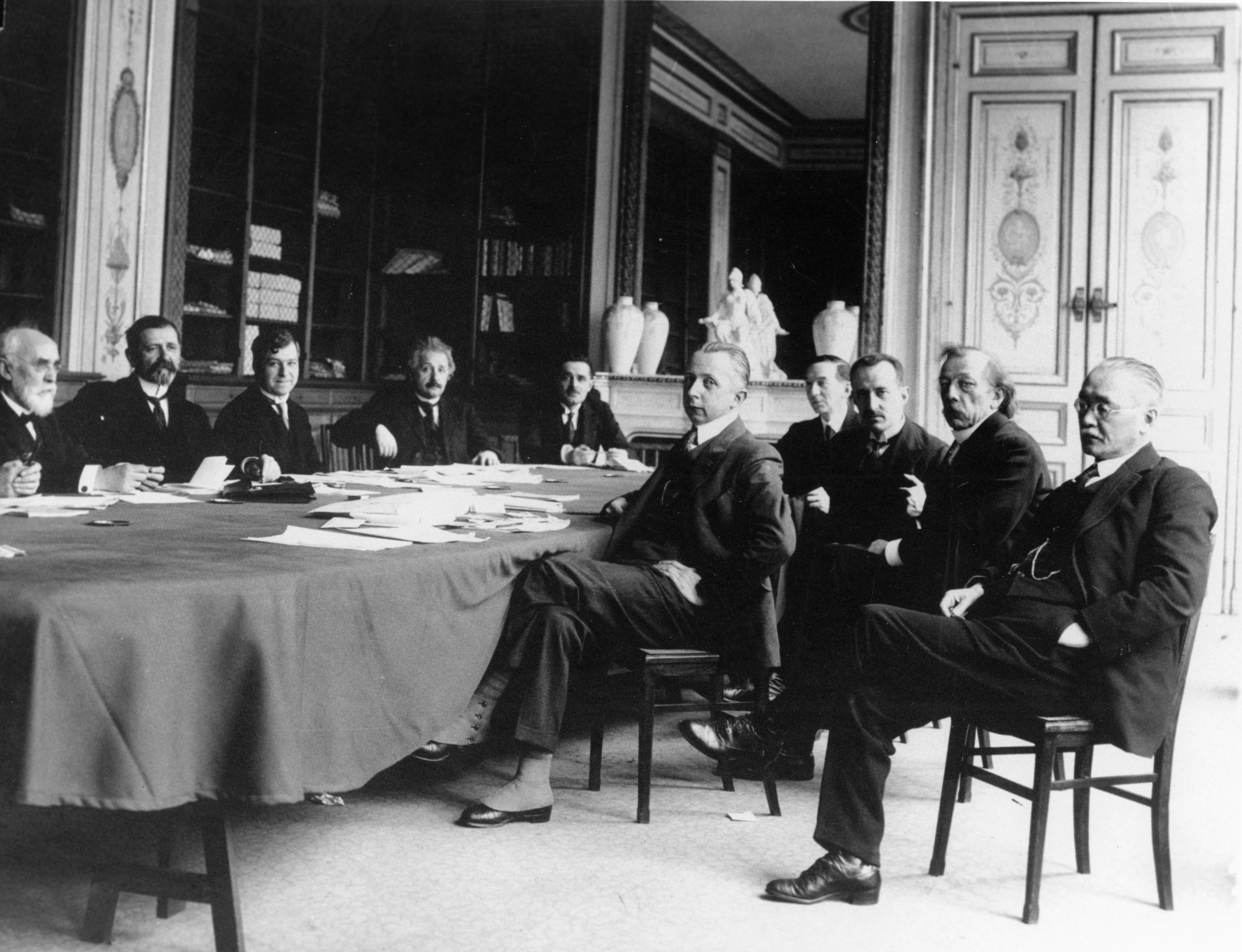
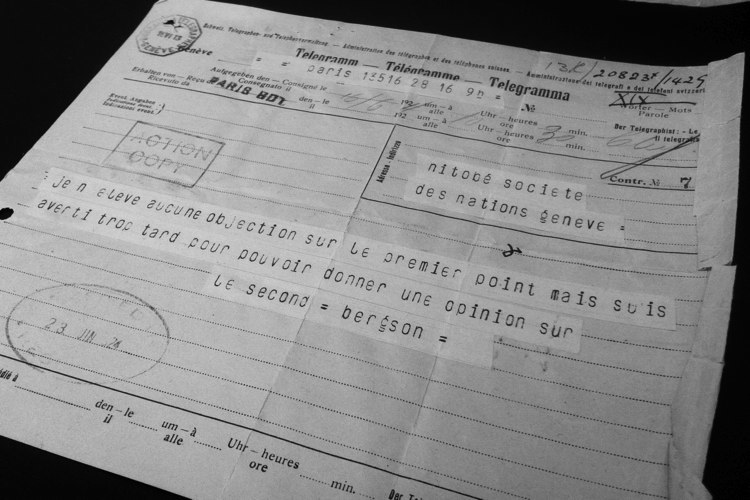
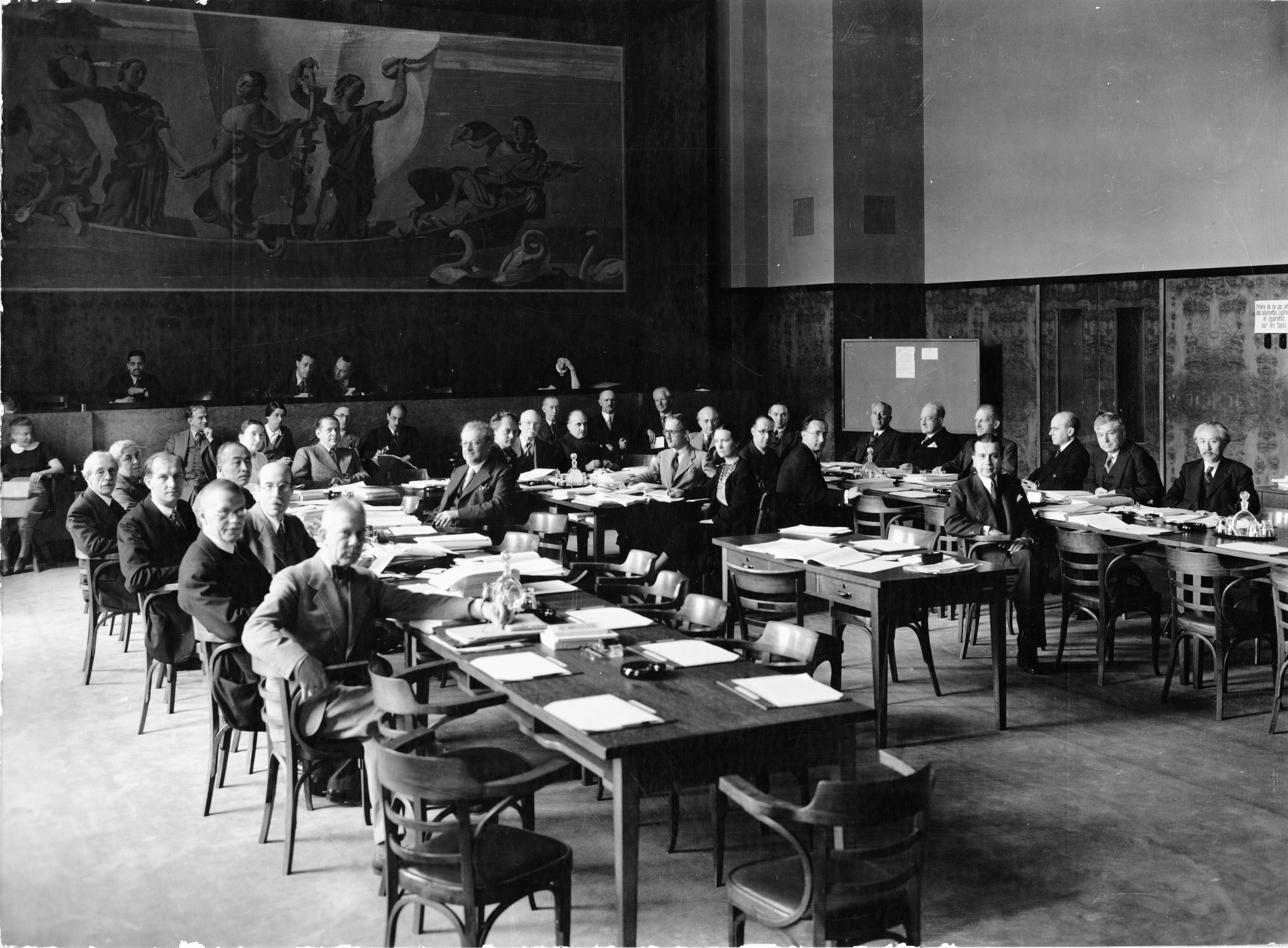
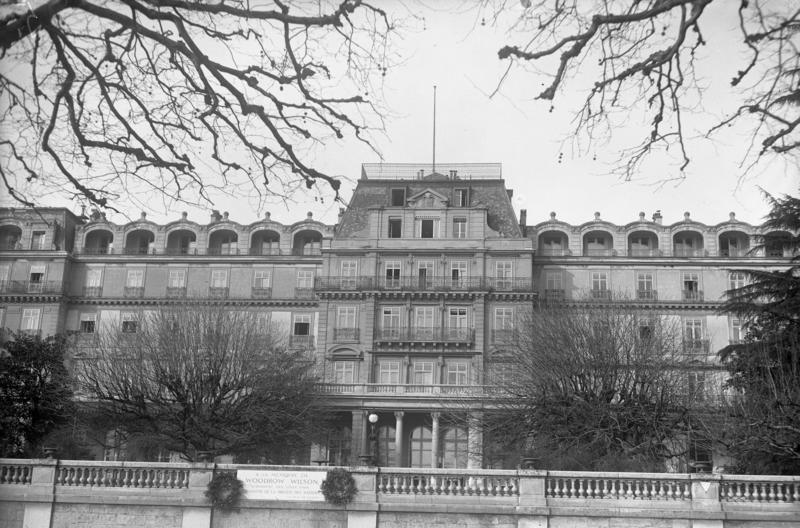